# Шедзець
Шедзець (пол. Szedziec) — село в Польщі, у гміні Ґура Ґуровського повіту Нижньосілезького воєводства.
Населення — 207 осіб (2011).
У 1975-1998 роках село належало до Лешненського воєводства.

## Демографія
Демографічна структура станом на 31 березня 2011 року:
|          | Загалом | Допрацездатний вік | Працездатний вік | Постпрацездатний вік |
| -------- | ------- | ------------------ | ---------------- | -------------------- |
| Чоловіки | 108     | 26                 | 73               | 9                    |
| Жінки    | 99      | 29                 | 56               | 14                   |
| Разом    | 207     | 55                 | 129              | 23                   |